# Don't You Know
Don't You Know is een nummer van de Franse dj Kungs uit 2016, ingezongen door de Britse zanger Jamie N Commons. Het is de tweede single van Kungs' debuutalbum Layers.
"Don't You Know" werd een hit in Europa. In Kungs' thuisland Frankrijk haalde het de 5e positie. In Nederland haalde het nummer echter de 9e positie in de Tipparade. In de Vlaamse Ultratop 50 deed het nummer het wel aardig met een 33e positie.